# La Antigua
La Antigua é um município da Espanha na província de León, comunidade autónoma de Castela e Leão, de área 54,25 km² com população de 524 habitantes (2007) e densidade populacional de 10,20 hab/km².

## Demografia
| Variação demográfica do município entre 1991 e 2004 | Variação demográfica do município entre 1991 e 2004 | Variação demográfica do município entre 1991 e 2004 | Variação demográfica do município entre 1991 e 2004 |
| --------------------------------------------------- | --------------------------------------------------- | --------------------------------------------------- | --------------------------------------------------- |
| 1991                                                | 1996                                                | 2001                                                | 2004                                                |
| 751                                                 | 668                                                 | 595                                                 | 557                                                 |